# Pseudiosma
Pseudiosma es un género con una especies de plantas de flores perteneciente a la familia Rutaceae. 

## Especies seleccionadas
- Pseudiosma asiatica